# Петровское сельское поселение (Смоленская область)
Петровское сельское поселение — упразднённое муниципальное образование в составе Ярцевского района Смоленской области России.
Административный центр — деревня Петрово.
Образовано Законом Смоленской области от 28 декабря 2004 года. Упразднено Законом Смоленской области от 28 мая 2015 года с включением всех входивших в его состав населённых пунктов в Суетовское сельское поселение.

## Географические данные
- Расположение: восточная часть Ярцевского района
- Общая площадь: 64,62 км²
- Граничило:
  - на севере — с Суетовским сельским поселением
  - на востоке — с Сафоновским районом
  - на юго-востоке — с Дорогобужским районом
  - на юге и юго-западе — с Подрощинским сельским поселением
  - на западе — с Ярцевским городским поселением
- По территории поселения проходит автодорога Ярцево — Засижье
- Крупные реки: Днепр.

## Население
| 2011 | 2012  | 2013  | 2014  | 2015  | 2016  | 2017  |
| ---- | ----- | ----- | ----- | ----- | ----- | ----- |
| 1028 | ↗1070 | ↗1105 | ↗1151 | ↗1173 | ↗1181 | ↘1132 |

## Населённые пункты
На территории поселения находилось 16 населённых пунктов.
- Петрово, деревня
- Боброво, деревня
- Буравлево, деревня
- Буяново, деревня
- Дарьино, деревня
- Замощье, деревня
- Засижье, деревня
- Клемятино, деревня
- Ольхово, деревня
- Перелесь, деревня
- Петрово, деревня
- Погуляевка, деревня
- Прость, деревня
- Федосово, деревня
- Хотеново, деревня

Упразднённые населённые пункты:
- д. Отделение Петрово (включено в деревню Петрово)